# ParisTech
ParisTech, ou Institut des sciences et technologies de Paris (em Português, "Instituto das ciências e tecnologias de Paris"), é um Polo de pesquisa e de ensino superior (PRES) constituído na forma de um Estabelecimento público de cooperação científica na França.
Trata-se de uma estrutura de cooperação entre grandes écoles francesas da região parisiense, agrupando doze écoles d'ingénieurs et escolas de negócios entre as mais prestigiadas na França. A cooperação envolve projetos comuns de formação, pesquisa e inovação no campo das ciências, tecnologias e administração.

## Organização
ParisTech agrupa doze membros chamados de "membros fundadores". Em ordem alfabética, as grandes écoles de ParisTech são:
- AgroParisTech;
- Arts et Métiers ParisTech;
- Chimie ParisTech;
- École des Ponts ParisTech;
- École Polytechnique;
- ENSAE ParisTech;
- ENSTA ParisTech;
- ESPCI ParisTech;
- HEC Paris;
- Institut d'optique Graduate School;
- Mines ParisTech;
- Télécom ParisTech.

As escolas de ParisTech estão localizadas em três cidades diferentes: le Plateau de Saclay (École polytechnique, ENSTA ParisTech, HEC Paris, Institut d'Optique Graduate School), Marne-la-Vallée (École des ponts ParisTech) et Paris (AgroParisTech, Arts et Métiers ParisTech, Chimie ParisTech, ENSAE ParisTech, ESPCI ParisTech, Mines ParisTech, Télécom ParisTech).